# Tisiphone aurelia
Tisiphone aurelia är en fjärilsart som beskrevs av Waterhouse 1915. Tisiphone aurelia ingår i släktet Tisiphone och familjen praktfjärilar. Inga underarter finns listade i Catalogue of Life.